# Torsåkers distrikt, Gästrikland
Torsåkers distrikt är ett distrikt i Hofors kommun och Gävleborgs län. Distriktet ligger omkring Torsåker i västra Gästrikland. 

## Tidigare administrativ tillhörighet
Distriktet inrättades 2016 och utgörs av Torsåkers socken i Hofors kommun.
Området motsvarar den omfattning Torsåkers församling hade 1999/2000.

## Tätorter och småorter
I Torsåkers distrikt finns en tätort och fem småorter.

### Tätorter
- Torsåker

### Småorter
- Barkhyttan
- Berg
- Bodås
- Råbacka och Tjärnäs
- Vi